# Tag min hånd
|  | Denne artikel er oprettet af botten Steenthbot ud fra en ekstern database. Den kan derfor have sproglige fejl eller mangler. Denne skabelon kan fjernes efter kontrol af indholdet. |

Tag min hånd er en dansk spillefilm fra 2021 instrueret af Lars Kaalund.

## Handling
Alt kører for Maja. Hun bliver snart forfremmet til overlæge og bor sammen med sin mand, Claes, og teenagesønnen, Magnus, i et skønt hus, der snart får en flot dyr tilbygning. Det kommer som et chok, da Claes meddeler, at han vil skilles og foreslår, at Maja lige logger ind på borgerservice.dk og vælger rubrikken straksskilsmisse. Tryghedselskende Maja er i frit fald og forsøger at genvinde styringen over sit liv, og kaster sig ud på gyngende grund med en skrantende økonomi, en 20 år yngre elsker og en teenagesøn i problemer.

## Medvirkende
- Mille Dinesen
- Ulrich Thomsen
- Troels Kortegaard Ullerup
- Mia Lyhne
- Jasper Kruse Svabo